# Cratere Crocco
Crocco è un cratere lunare di 67,5 km situato nella parte sud-occidentale della faccia nascosta della Luna, a nord-est del grande cratere Poincaré e subito a sud del cratere Koch.
Il bordo è approssimativamente circolare, ed alla porzione orientale è parzialmente sovrapposto il cratere satellite Crocco G. I margini hanno subito una quantità moderata di erosione, ma mantengono una forma ben definita. Un piccolo cratere attraversa il margine a nord-nord-est, e quasi attaccato al bordo ovest-sud-ovest vi è un altro cratere satellite, Crocco R. 
La porzione nordoccidentale del pianoro interno è piana e priva di caratteristiche, apparendo invasa da una colata lavica. La parte restante è più irregolare e vi si trova un piccolo cratere completamente sommerso dalla colata e con una porzione di margine mancante che gli fa assumere la forma di una baia. Una cresta corre dal margine occidentale di questo piccolo cratere fino alle pendici interne del bordo di sud-ovest di Crocco.
Il cratere è dedicato allo scienziato italiano e pioniere dell'aeronautica Gaetano Arturo Crocco.

## Crateri correlati
Alcuni crateri minori situati in prossimità di Crocco sono convenzionalmente identificati, sulle mappe lunari, attraverso una lettera associata al nome.
| Crocco | Coordinate             | Diametro (in km) |
| ------ | ---------------------- | ---------------- |
| E      | 46°22′12″S 152°16′12″E | 14,16            |
| G      | 47°25′48″S 152°31′12″E | 40,18            |
| R      | 47°51′36″S 147°46′48″E | 48,1             |